# District d'Inabe
Le district d'Inabe (員弁郡, Inabe-gun) est un district de la préfecture de Mie au Japon. doté d'une superficie de 22,66 km2.

En jaune, le district d'Inabe dans la préfecture de Mie.

## Municipalité
- Tōin

## Historique
- Le 1er décembre 2003, les bourgs de Daian, Fujiwara, Hokusei et Inabe fusionnent pour former la ville d'Inabe.